# Kalýves Polygýrou
Kalýves Polygýrou (Kalyves Polygyrou) är en ort i Grekland.   Den ligger i prefekturen Chalkidike och regionen Mellersta Makedonien, i den nordöstra delen av landet, 260 km norr om huvudstaden Aten. Kalýves Polygýrou ligger 30 meter över havet och antalet invånare är 1 333.
Terrängen runt Kalýves Polygýrou är kuperad åt nordost, men åt sydväst är den platt. Havet är nära Kalýves Polygýrou åt sydost.  Närmaste större samhälle är Néa Moudhaniá, 10,1 km sydväst om Kalýves Polygýrou. 